# Desilu Productions
A Desilu Productions era uma companhia de produção televisiva, propriedade dos atores Lucille Ball e Desi Arnaz, que de 1950 até o final da década de 1960 produziu programas de sucesso como I Love Lucy, Star Trek, Mission: Impossible, Family Affair e The Untouchables.
Suas sucessoras foram a Paramount Television, a Lucille Ball Productions (resultado da venda da porção de Ball da Desilu para a Paramount) e a Desilu, Too, LCC (resultado da parte de Arnaz da Desilu após sua morte).

## História

### Origens
A companhia foi fundada em 1950. O nome foi tirado de uma combinação de "DESI Arnaz" e "LUcille Ball", e nomeada em homenagem ao rancho dos dois em Chatswoth, Califórnia, localizado à 40 km ao noroeste de Hollywood no Vale de São Fernando.
A Desilu foi inicialmente criada para produzir o teatro de variedades de Arnaz e Ball, que foi concebido de modo que o casal poderia provar para os executivos da CBS, que queriam adaptar a série de rádio de Ball My Favorite Husband para a televisão, que o público americano poderia aceitar o cubano Arnaz como sendo casado com a escocesa-irlandesa americana Ball. O projeto de televisão eventualmente se tornou I Love Lucy, série a qual eles ficaram com a propriedade em troca de salários reduzidos.
Para os primeiros anos de I Love Lucy, a Desilu alugou o Estúdio 2 da General Service Studios (atual Hollywood Center Studios), na Santa Monica Boulevard localizada na parte de Hollywood de Los Angeles. O Estúdio 2 foi chamado de "Teatro da Desilu", e depois que uma parede foi derrubada para acomodá-lo, uma entrada especial foi criada na 6633 Romaine Street, no lado sul do estúdio.

### Inovações tecnológicas
A Desilu é muitas vezes erroneamente creditada como sendo tanto o primeiro estúdio a filmar usando filme ao invés de fazer uma transmissão ao vivo, quanto o primeiro estúdio de televisão a filmar com filme em um esquema de várias câmeras. Entretanto, nenhuma é verdadeira. Séries anteriores filmadas com filmes incluem Your Show Time, The Stu Erwin Show e The Life of Riley; e Jerry Fairbanks havia desenvolvido, e estava usando, várias câmeras para produzir programas de televisão em 1950. A inovação da Desilu foi usar um esquema de várias câmeras de filme antes de uma platéia de estúdio.
Para este fim, a Desilu começou a criação de suas produções usando materiais convencionais de estúdios cinematográficos, técnicas de produção e processamento. O uso de tais materiais e técnicas significou que os negativos de 35 mm (o material de origem para fins de direitos autorais) ficaram imediatamente disponíveis para produção e distribuição de cópias quando I Love Lucy foi para a sindicação em emissoras locais por todo o país. Dessa forma não há nenhum episódio "perdido" dos programas, ou programas gravados através do cinescópio da exibição televisiva.
Através do uso de técnicas ortodoxas de produção e filmagem de Hollywood, o conteúdo e a qualidade que as produções da Desilu exibiam eram altas desde o início. Além disso, eles eram facilmente adaptáveis tanto para formatos de drama quanto para os de comédia, e conseguiam lidar com os efeitos especiais ou tomadas interiores e exteriores com igual facilidade.

### Papel de Ball na companhia
A contribuição de Ball estava mais no lado artístico, mas era igualmente importante para o sucesso da Desilu. Ao final da década de 1940, Ball passou a maior parte dos 20 anos anteriores aparecendo em filmes "B" de todos os gêneros: comédia, drama, variedade, ação, aventura e faroeste. Nesse época, seu apelido se transformou em "Rainha B". Tal experiência a fez conhecer o gosto do público  para continuar esta forma de entretenimento no meio da televisão.
Na época que a Desilu estava revisando e desenvolvendo os conteúdos da propostas para novas produções televisivas, Ball havia desenvolvido um senso para qual as propostas de programação oferecidas a Desilu seriam populares para um grande público (com os de filme "B"); e se seriam bem sucedidas tanto em sua exibição original quanto nas reprises da sindicação.
Ball compreendeu que apesar do conteúdo dos filmes "B" ser pequeno, o apetite do público para com (e satisfação com) eles não diminuía. Ao entender isso, suas ideias sobre conteúdo de produção ficaram em completa harmonia com o modelo de produção financeiro para a televisão do qual seu marido foi pioneiro.
Nesse modelo, alta qualidade (igual a altos custos) e conceitos de produção originais (como The Untouchables e Star Trek) eram aprovados por Ball para serem desenvolvidos em uma série, baseado em seu julgamento e na avaliação de que o projeto proposto teria longa aceitação pelo público e divertimento, dessa forma garantindo grandes lucros do programa através de reprises, que iria mais do que pagar por todas as despesas do estúdio por desenvolver ideias e produzir o programa.
Como resultado, mesmo décadas após a absorção da Desilu Productions, e o fim da produção de todas as suas séries originais, seus programas ainda atingiram grandes sucessos nas reprises pós-produção, se desenvolvendo em franquias de filmes e além (como Star Trek, Mission: Impossible e The Untouchables).